# Reuden (Bitterfeld-Wolfen)
Reuden ist ein Ortsteil von Bitterfeld-Wolfen im Landkreis Anhalt-Bitterfeld.

## Lage
Reuden liegt nordwestlich von Wolfen direkt an der Bundesautobahn 9 südlich der östlichen Fuhne.

## Politik

### Ortschaftsrat
Der Ortschaftsrat des Ortsteils Reuden hat 5 Sitze. Bei der letzten Wahl zum Ortschaftsrat am 26. Mai 2019 ergab sich bei einer Wahlbeteiligung von 76,16 % folgende Sitzverteilung:
| Stimme für Reuden | 2 Sitze |
| Wir für Reuden    | 3 Sitze |

## Geschichte
Reuden wurde erstmals 1323 urkundlich erwähnt. Der Ort gehörte bis 1815 zum kursächsischen Amt Bitterfeld. Durch die Beschlüsse des Wiener Kongresses kam er zu Preußen und wurde 1816 dem Kreis Bitterfeld im Regierungsbezirk Merseburg der Provinz Sachsen zugeteilt, zu dem er bis 1944 gehörte.
Das örtliche Rittergut wurde 1886 vom Papierfabrikanten Kommerzienrat Lange gekauft. Durch seine Initiative wurde in der Reudener Flur die Zuckerrübe kultiviert, was zu einem wirtschaftlichen Aufschwung führte.
Am 20. Juli 1950 wurde Reuden nach Thalheim eingemeindet, jedoch am 1. Januar 1957 wieder ausgegliedert. Die Eingemeindung in die Stadt Wolfen erfolgte am 13. Juli 1993. Im Zuge der Kreisgebietsreform 2007  und der damit einhergehenden Bildung der Stadt Bitterfeld-Wolfen wurde Reuden ein Teil dieser neuen Stadt.

## Verkehr
Direkt westlich des Orts verläuft die Bundesautobahn 9.